# Eutropis darevskii
Espèce
Synonymes
- Mabuya darevskii Bobrov, 1992

Eutropis darevskii est une espèce de sauriens de la famille des Scincidae.

## Répartition
Cette espèce est endémique de la province de Sơn La au Viêt Nam.

## Étymologie
Cette espèce est nommée en l'honneur d'Ilya Sergeevich Darevsky.

## Publication originale
- Bobrov, 1992 : A new scincid lizard (Reptilia Sauria Scincidae) from Vietnam [in Russian]. Zoologicheskii Zhurnal, vol. 71, no 9, p. 156-158.